# Phil Bauhaus
Phil Bauhaus (* 8. července 1994) je německý profesionální silniční cyklista jezdící za UCI WorldTeam Team Bahrain Victorious.

## Hlavní výsledky
2013
Kolem Bulharska
vítěz etapy 1a
Oder Rundfahrt
vítěz 2. etapy
6. místo Kernen Omloop Echt-Susteren
2014
vítěz Skive–Løbet
vítěz Kernen Omloop Echt-Susteren
Volta a Portugal
vítěz etap 1 a 6
Baltic Chain Tour
vítěz 5. etapy
Národní šampionát
2. místo silniční závod do 23 let
3. místo silniční závod
2. místo Zuid Oost Drenthe Classic I
3. místo Rund um Düren
5. místo Himmerland Rundt
7. místo Poreč Trophy
7. místo Eschborn–Frankfurt City Loop U23
7. místo Velothon Berlin
8. místo Destination Thy
8. místo Omloop van het Houtland
2015
4. místo Nokere Koerse
2016
Danmark Rundt
vítěz 5. etapy
Tour d'Azerbaïdjan
vítěz 1. etapy
Oberösterreich Rundfahrt
vítěz 2. etapy
Mistrovství světa
4. místo silniční závod do 23 let
4. místo Grote Prijs Stad Zottegem
7. místo Münsterland Giro
8. místo Rund um Köln
10. místo Handzame Classic
10. místo Gent–Wevelgem U23
2017
Critérium du Dauphiné
vítěz 5. etapy
2. místo Münsterland Giro
4. místo Nokere Koerse
2018
Abú Dhabí Tour
vítěz 3. etapy
6. místo RideLondon–Surrey Classic
2019
vítěz Coppa Bernocchi
Adriatica Ionica Race
vítěz 1. etapy
2020
Saudi Tour
 celkový vítěz
vítěz etap 3 a 5
2021
Tour de Hongrie
 vítěz bodovací soutěže
vítěz etap 1 a 3
Kolem Slovinska
vítěz etap 1 a 5
Tour de Pologne
vítěz 1. etapy
Tour de La Provence
vítěz 4. etapy
CRO Race
vítěz 1. etapy
2022
Tirreno–Adriatico
vítěz 7. etapy
Tour de Pologne
vítěz 5. etapy
4. místo Eschborn–Frankfurt
7. místo BEMER Cyclassics
2023
Tour Down Under
vítěz 1. etapy

### Výsledky na Grand Tours
| Grand Tour      | 2017 | 2018 | 2019 | 2020 | 2021 | 2022 | 2023 | 2024 |
| --------------- | ---- | ---- | ---- | ---- | ---- | ---- | ---- | ---- |
| Giro d'Italia   | DNF  | —    | —    | —    | —    | 138  | —    | DNF  |
| Tour de France  | —    | —    | —    | —    | —    | —    | DNF  | DNF  |
| Vuelta a España | —    | —    | DNF  | —    | —    | —    | —    | —    |

| —   | Nezúčastnil se |
| DNF | Nedokončil     |